# Freedom in the Groove
Freedom in the Groove è il sesto album del sassofonista jazz Joshua Redman, registrato e pubblicato nel 1996.
Tutti i brani sono stati scritti da Redman stesso.

## Tracce
1. Hide and Seek – 15:36
2. One Shining Soul – 08:13
3. Streams of the Consciosness – 08:52
4. When the sun comes down – 07:15
5. 'Home fries – 04:44
6. Invocation – 10:03
7. Date I ask- 06.'6
8. Cat battles – 05:40
9. Pantomime – 07:28
10. Can't dance – 05:10

## Formazione
- Joshua Redman – sassofono tenore, alto e soprano
- Peter Martin – pianoforte
- Christopher Thomas – contrabbasso
- Brian Blade – percussioni
- Peter Bernstein – chitarra